# Microtrichalus salvani
Microtrichalus salvani – gatunek chrząszcza z rodziny karmazynkowatych i podrodziny Lycinae.
Gatunek ten opisany został w 1998 roku przez Ladislava Bocáka.
Chrząszcz o ciele długości od 6,25 do 8,65 mm. Ubarwienie brązowe z jasnożółtymi: przedpleczem, krętarzami i nasadą ud, rozjaśnionymi: przedpiersiem, niekiedy śródpiersiem, przynajmniej częściowo tarczką i nieco także barkową częścią pokryw. Odległość między oczami z przodu równa 1,16 średnicy. Warga górna znacznie węższa od przedniego brzegu nadustka. Przedplecze trapezowate, tylko umiarkowanie szersze u nasady niż z przodu.
Gatunek orientalny, znany wyłącznie z filipińskiej wyspy Mindanao.